# 뽀 끌롱 자라이
뽀 끌롱 자라이(Po Klong Garai, 1151년 ~ 1205년)는 현재 베트남 남부의 판랑탑짬에 존재했던 판두랑가의 짬파 왕이었다. 그는 1167년부터 죽을 때까지 통치했으며, 많은 관개 건축물과 댐을 건설한 것으로 인정받고 있다. 그는 짬파의 왕 자야 인드라바르만 4세와 동일인으로 추정된다. 그는 짬파왕 자야 신하바르만 3세가 지은 뽀 끌롱 자라이 사원에서 숭배받고 있다.

## 사원의 전설
전설에 따르면, 뽀 끌롱 자라이는 비천한 목동으로 삶을 시작했는데, 운명적으로 짬파의 왕이 되ᄋᅠᆻ고, 백성들의 이익을 위해 현명하게 다스렸다고 한다. 캄보디아의 크메르 제국이 그의 왕국을 침략했을 때, 그는 탑 쌓기 경연으로 평화적으로 문제를 해결하기 위해 그들에게 도전했다. 뽀 끌롱 자라이가 이 경연에서 이겼기 때문에 침략자들은 본국으로 돌아갈 의무가 있었다. 그가 죽은 후, 뽀 끌롱 자라이는 신이자 이 땅의 수호자가 되었다. 그가 크메르 제국과 겨루면서 세운 탑은 오늘날 그의 이름으로 알려진 탑이라고 한다.
오늘날 타밀나두주의 케랄라주에 있는 푸쿨랑가라 바하가와트 사원(POOKULANGARA BHAGAWATHY TEMPLE)은 신(트리술 & 검을 쥔 오른손)을 포함한 많은 유사점을 가지고 있으며, 물론 두 사원의 이름은 똑같다.

## 같이 보기
- 자야 인드라바르만 4세